# Język arabski rejonu Zatoki Perskiej

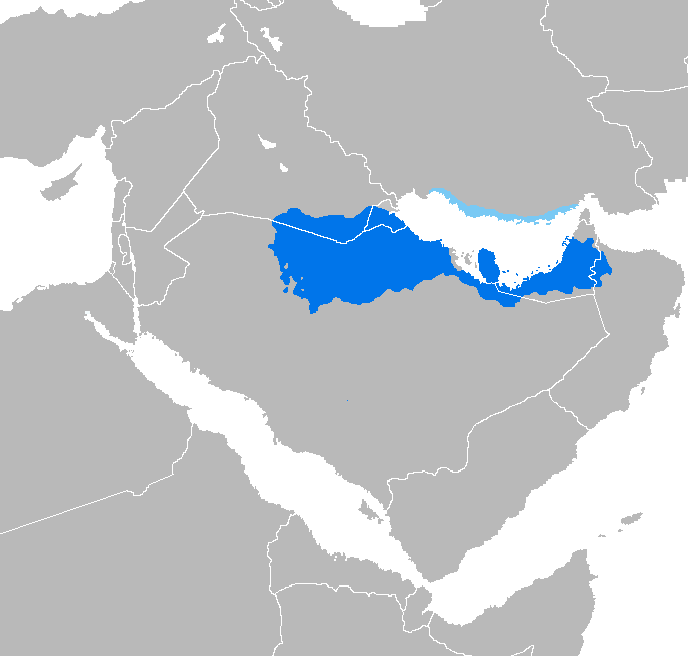
Język arabski rejonu Zatoki Perskiej

Język arabski rejonu Zatoki Perskiej (arab. ‏لهجة خليجية‎ lahdża chalidżija; ang. Gulf Arabic) – wschodnia odmiana języka arabskiego używana w krajach arabskich położonych nad Zatoką Perską, zwłaszcza w Arabii Saudyjskiej, Bahrajnie, Zjednoczonych Emiratach Arabskich, w Omanie, Katarze, Kuwejcie, a także przez nomadów w Jemenie, Jordanii oraz na południu Iraku. Ethnologue traktuje tę odmianę jako osobny język w obrębie tzw. makrojęzyka arabskiego.

## Charakterystyka
Odmiana używana w tym regionie jest bardzo bliska standardowemu językowi arabskiemu, lecz o nieco uproszczonej gramatyce. Wyróżnia się za to zapożyczeniami z języka perskiego oraz wpływami wymowy beduińskiej:
- Głoska kâf (ﻙ) wymawiana jest jako „cz” lub na niektórych obszarach jako „sz” np. słowo kalb (pies) brzmi czalb lub szalb; kabîr (duży) czabîr, szabîr, lub też szibîr; min faḍlik (proszę) jako min faḍlisz lub min faḍlicz
- Głoska qâf (ﻕ) zastępowana jest często przez „g”, lub niekiedy przez „ż”. Przykłady: qadîm (stary) wymawia się jako gadîm, w wymowie bardziej niedbałej żidîm.
- Głoska jîm (ﺝ) wymawiana jest czasami w Omanie jako j lub g np. dżadîd (nowy) brzmi jadîd lub jidîd.
- Głoska thâ’ (ﺙ) w Bahrajnie zastępowana jest przez f, zaś dhâl (ﺫ) przez d np. thalâtha (trzy) i hâdhi (ten) wymawiane są odpowiednio jako falâfa i hâdi.